# توربيورن أريكسون
توربيورن أريكسون (بالسويدية: Torbjörn Eriksson)‏ هو منافس ألعاب قوى سويدي، ولد في 17 أبريل 1971 في Grycksbo ‏ في السويد.

## وصلات خارجية
- توربيورن أريكسون على موقع الاتحاد الدولي لألعاب القوى (الإنجليزية)
- توربيورن أريكسون على موقع أوليمبيديا (الإنجليزية)
- توربيورن أريكسون على موقع اللجنة الأولمبية السويدية (السويدية)